# Damaliscus
Damaliscus is een geslacht dat tot de familie van de holhoornigen behoort. Het geslacht komt voornamelijk voor in het werelddeel Afrika. 

## Soorten en ondersoorten
Er worden twee soorten in dit geslacht gerekend:
- Damaliscus lunatus (Burchell, 1823) – Lierantilope
  - Damaliscus lunatus lunatus
  - Damaliscus lunatus eurus
  - Damaliscus lunatus jimela
  - Damaliscus lunatus korrigum
  - Damaliscus lunatus selousi
  - Damaliscus lunatus superstes
  - Damaliscus lunatus tiang
  - Damaliscus lunatus topi
  - Damaliscus lunatus ugandae
- Damaliscus pygargus (Pallas, 1767) – Bontebok
  - Damaliscus pygargus phillipsi Harper, 1939
  - Damaliscus pygargus pygargus (Pallas, 1767)